# Georges Viole
 Daniel Georges Viole, né en 1598 à Soulaires (Eure-et-Loir) - mort le 21 avril 1669 à l'abbaye Saint-Germain d'Auxerre (Yonne), est un moine bénédictin de la Congrégation de Saint-Maur.

## Biographie

### Famille et formation
Né à Soulaires, en Eure-et-Loir au diocèse de Chartres, il est le frère du Président Viole dont la famille comptait parmi ses ancêtres des évêques, des abbés et des abbesses. Il abandonne tous les avantages que lui donne sa naissance et entre dans la Congrégation de Saint-Maur pour faire sa profession au monastère des Blancs-Manteaux à Paris le 19 décembre 1623.
Il fait ses études à l'abbaye de Corbie sous Dom Athanase de Mongin (1589-1633) et y apprend la science et la piété.

### Carrière ecclésiastique
D'une grande humilité, il fuit les honneurs, mais malgré cela il est nommé en 1627 premier prieur de l'abbaye Saint-Laumer de Blois, trois ans seulement après sa profession. Il fut ensuite premier prieur à Saint-Benoît-sur-Loire, Saint-Germain d'Auxerre, Corbie puis Saint-Fiacre.
Demeurant à l'abbaye Saint-Germain d'Auxerre et déchargé de ses responsabilités, il se consacre à ses exercices de piété et à l'étude des textes anciens. Arrivé à la fin de sa vie, il confie ses écrits à son prieur. Il paraît encore à l'église le jour des Rameaux de 1669, mais le jeudi Saint suivant il ne pouvait plus recevoir la communion. Il meurt le lendemain de Pâques, le 21 avril 1669.
Dom Jean Mabillon, dans son  Supplément à la Diplomatique, fait honneur à ce savant confrère du sentiment qui établit que Robert le Fort, descendant nos rois de la troisième race (les capérions), était fils de Conrad Ier de Bourgogne, comte d'Altorf et d'Auxerre, beau-frère par sa sœur de l'empereur Louis le Débonnaire et petit-fils du duc Welphe de Bavière.

## Titres
- 1627 - Premier prieur de la réforme de Saint-Maur à l'abbaye Saint-Laumer de Blois
- 1629 - Prieur de l'abbaye de Saint-Benoît-sur-Loire. Il prélève un fragment de l'un des fémurs de saint Sébastien, qu'il offre à Louis Demuzaines curé de la paroisse. La relique a été placée dans un reliquaire en vermeil doré[1].
- 1629 - 1636 : Prieur de l'abbaye Saint-Germain d'Auxerre
- 1637 - 1639 : Prieur de l'abbaye de Corbie
- 1639 -  : Prieur de l'abbaye de Saint-Fiacre

## Œuvres
- La vie de Sainte Reine, Vierge et Martyre, avec son petit office [… et un catalogue des véritables reliques et d'autres qui sont au trésor de l'Abbaye Saint-Pierre de Flavigny], Paris, chez Huot, 1649. En 1770 on compte cinq éditions de cet ouvrage, dont : 1653 (seconde édition), Paris, chez Jean Piot ; 1654, Autun, chez Blaise Simonot ; 1724, Dijon, chez Joseph Sirot.
- Apologie de Sainte Reine, qui a eu également cinq éditions : la première chez Huot à Paris en 1649, et chez Blaise Simonot à Autun en 1654. In-8°.
- La Vie et les miracles de S. Germain, Évêque d'Auxerre, avec un Catalogue des hommes illustres de la ville et du diocèse, Paris, chez Billaine, 1656, in-4°.
- Catalogue des abbés de l'Abbaye Saint-Germain d'Auxerre, imprimé par les Sainte-Marthe au tome 4 de Gallia Christiana.
- Histoire de l'Abbaye de Flavigny[2]
- Généalogie de l'illustre et ancienne famille de Viole et de ceux qui lui ont été alliés, in-4° conservé en 1753 à la bibliothèque de l'abbaye de Saint-Germain-des-Prés.
- Histoire des Évêques d'Auxerre, de l'abbaye Saint-Germain d'Auxerre et du monastère de Seleby en Angleterre, resté à l'état de manuscrit, car il apprit que le P. Labbe, jésuite faisait imprimer les mêmes ouvrages.
- Mémoires sur l'histoire du diocèse d'Auxerre, manuscrit[3] :
  - t. 1 : Gesta Pontificum Autissiodorensium, 1036 p.[3].
  - t. 2 : suite du précédent, depuis Humbaud (1095-1115) jusqu'à Pierre des Grés (1306-1325) ; avec à la suite une liste des principaux dignitaires du chapitre cathédral[3].
  - t. 3 : Histoire de l’abbaye de Saint-Germain d'Auxerre, 1544 p., analyse du grand cartulaire et pièces diverses ; p. 1261 : Histoire des comtes d'Auxerre ; p. 1479 : Histoire des barons de Toucy[3].
  - t. 4 : Pouillé du diocèse ; vies des saints du pays ; miracles de saint Germain ; gestes de évêques ; histoire détaillée des abbayes, prieurés, collégiales, paroisses, couvents, hôpitaux, maladreries et collèges du diocèse. 1240 p.[3].
- Mémoires sur l'histoire du diocèse d'Auxerre : autre rédaction du même ouvrage, en français, et qui semble préparée pour l'impression. Trois volumes[4] :
  - Histoire des évêques d'Auxerre jusqu'à Pierre du Broc (1640-1671) - dignitaires du chapitre, collégiales du diocèse, églises et chapelles de la ville d'Auxerre. 781 p.[4].
  - Abbaye de Saint-Germain et autres abbayes du diocèse. 1300 p., marquées 782-2081[4].
  - suite du précédent : Comtes d'Auxerre, barons de Donzy, de Toucy, de Saint-Vérain. Pouillés du diocèse. 1254 p., marquées 2082-3335[4].
- Hiſtoria Abbatum monaſterii ſancti Germani Autiſſiodorenſis : additis quœ fub eorum regimine in eodem monaſterio præclarè contigerunt, ab anno Chriſti 560 ad annum 1650. Auctore Georgio Viole Benedictino, Congregationis S. Mauri ; quinque voluminibus in-folio, ouvrage manuscrit conservé en 1770  dans la bibliothèque de l'abbaye Saint-Germain d'Auxerre.
- Hiſtoria monaſterii Pontiniacenſis per chartas & inſtrumenta ejuſdem Cœnobii. C'est bien Dom Georges Viole qui en est l'auteur, comme le dit Dom Edmond Martène qui l'a publié dans le quatrième tome de son Trésor d'anecdotes, fol. 1222 ; mais c'est moins une histoire qu'un recueil informe de chartes et autres actes que Dom Viole avait ramassés pour en former ensuite une histoire régulière.